# Philip Wodehouse

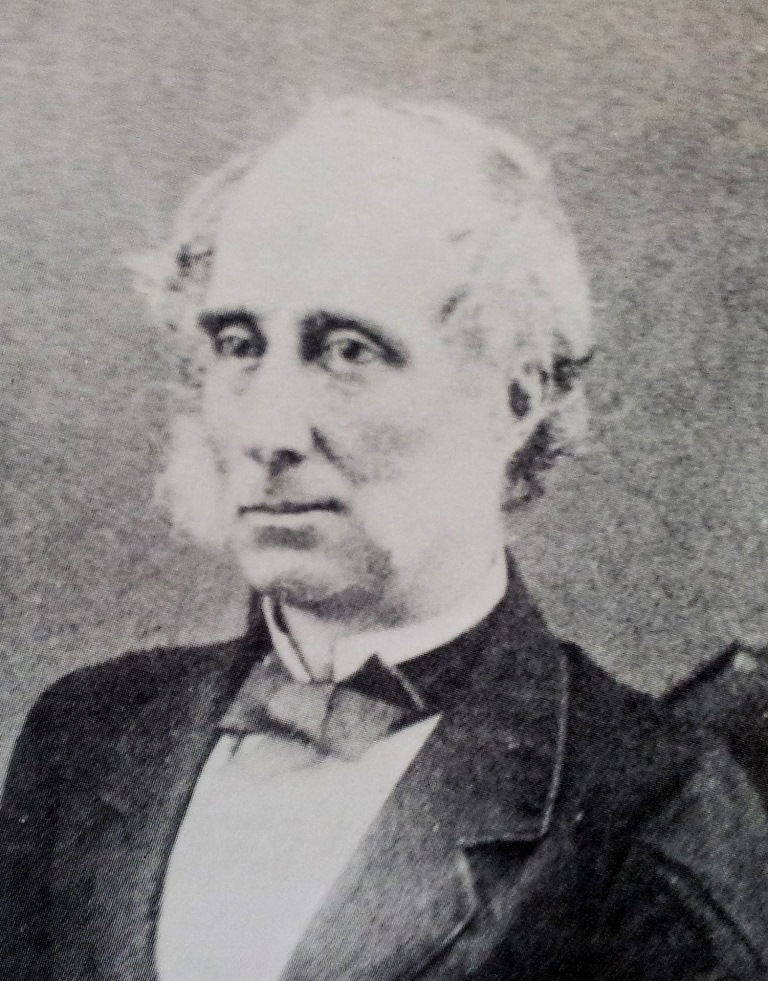
Philip Wodehouse

Philip Edmond Wodehouse, född 26 februari 1811, död 25 oktober 1887 i London, var en brittisk koloniguvernör. Han var syssling till earlen av Kimberley.
Wodehouse blev 1828 anställd i koloniförvaltningen på Ceylon, var sedermera ämbetsman i Indien, blev 1851 superintendent i Brittiska Honduras och 1854 guvernör över Brittiska Guyana. Wodehouse var 1862-1870 guvernör över Kapkolonin, upptog 1868 basutofolket till brittiska undersåtar och fastställde 1869 gränsen mellan dess och Oranjefristatens område. Han motarbetade envist Kapkolonisternas strävan efter ansvarig självstyrelse. 1872-1877 var han guvernör i Bombay. Wodehouse erhöll 1862 knightvärdighet. Distriktet Wodehouse i Kapkolonien blev uppkallat efter honom.

## Fotnoter
1. ↑  DNB, 1901 supp.